# Ossana
Ossana là một đô thị ở tỉnh Trento ở vùng Trentino-Alto Adige/Südtirol của Ý, tọa lạc cách 40 km về phía tây bắc của Trento. Tại thời điểm ngày 31 tháng 12 năm 2004, đô thị này có dân số 786 người và diện tích là 25,2 km².
Đô thị Ossana có các frazioni (đơn vị trực thuộc, chủ yếu là các làng) Ossana, Cusiano and Fucine.
Ossana giáp các đô thị: Peio, Vermiglio, Pellizzano, Pinzolo và Carisolo.